# Home Nations Championship 1898
Die Ausgabe 1898 des Turniers Home Nations Championship in der Sportart Rugby Union (das spätere Five Nations bzw. Six Nations) konnte nicht beendet werden. Wales wurde von den übrigen Verbänden boykottiert, da der walisische Mannschaftskapitän Arthur Gould eine finanzielle Entschädigung erhalten hatte und dies als unerlaubter Professionalismus betrachtet wurde. Erst Goulds Rücktritt löste dieses Problem.

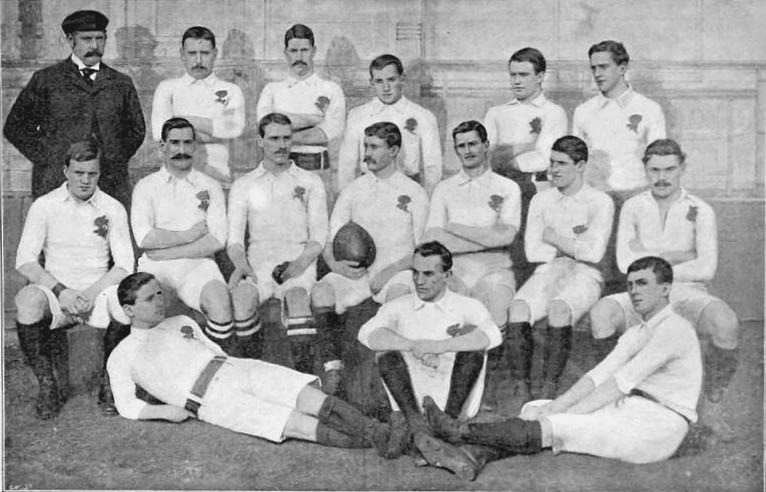
Die englische Mannschaft vor dem Spiel gegen Irland

## Teilnehmer
| Land       | Stadion                                 | Stadt                 | Kapitän                                    |
| ---------- | --------------------------------------- | --------------------- | ------------------------------------------ |
| England    | Athletic Ground / Rectory Field         | Richmond / Blackheath | Fred Byrne                                 |
| Irland     | Balmoral Showgrounds / Lawn Tennis Club | Belfast / Limerick    | Samuel Lee / Glyn Allen / William Gardiner |
| Schottland | Powderhall                              | Edinburgh             | Allan Smith                                |
| Wales      | –                                       | –                     | Billy Bancroft                             |

## Tabelle
|    | Land       | Spiele | Siege | Unent. | Ndlg. | Spiel- punkte | Diff. | Tabellen- punkte |
| -- | ---------- | ------ | ----- | ------ | ----- | ------------- | ----- | ---------------- |
| 1. | Schottland | 2      | 1     | 1      | 0     | 11:3          | + 8   | 3                |
| 1. | England    | 3      | 1     | 1      | 1     | 23:19         | + 4   | 3                |
| 3. | Wales      | 2      | 1     | 0      | 1     | 18:17         | + 1   | 2                |
| 3. | Irland     | 3      | 1     | 0      | 2     | 12:25         | − 13  | 2                |

## Ergebnisse
| 5. Februar 1898 | England                               | 6 : 9         | Irland                                      | Athletic Ground, Richmond Schiedsrichter: Graham Findlay (Schottland) |
| 5. Februar 1898 | Versuche: Robinson Straftritte: Byrne | (0:6) Bericht | Versuche: Lindsay Magee Straftritte: Bulger | Athletic Ground, Richmond Schiedsrichter: Graham Findlay (Schottland) |

| 19. Februar 1898 | Irland | 0 : 8   | Schottland                                     | Balmoral Showgrounds, Belfast Zuschauer: 12.000 Schiedsrichter: Balmoral Showgrounds, Belfast |
| 19. Februar 1898 |        | Bericht | Versuche: T. Scott (2) Erhöhungen: T. M. Scott | Balmoral Showgrounds, Belfast Zuschauer: 12.000 Schiedsrichter: Balmoral Showgrounds, Belfast |

| 12. März 1898 | Schottland       | 3 : 3   | England         | Powderhall, Edinburgh Zuschauer: 18.000 Schiedsrichter: J. Dodds (Irland) |
| 12. März 1898 | Versuche: McEwan | Bericht | Versuche: Royds | Powderhall, Edinburgh Zuschauer: 18.000 Schiedsrichter: J. Dodds (Irland) |

| 19. März 1898 | Irland              | 3 : 11        | Wales                                                              | Lawn Tennis Club, Limerick Schiedsrichter: A. Turnbull (Schottland) |
| 19. März 1898 | Straftritte: Bulger | (3:5) Bericht | Versuche: Dobson Huzzey Erhöhungen: Bancroft Straftritte: Bancroft | Lawn Tennis Club, Limerick Schiedsrichter: A. Turnbull (Schottland) |

| 2. April 1898 | England                                                  | 14 : 7        | Wales                              | Rectory Field, Blackheath Zuschauer: 20.000 Schiedsrichter: Joseph Magee (Irland) |
| 2. April 1898 | Versuche: Fookes (2) F. Stout P. Stout Erhöhungen: Byrne | (6:3) Bericht | Versuche: Huzzey Dropgoals: Huzzey | Rectory Field, Blackheath Zuschauer: 20.000 Schiedsrichter: Joseph Magee (Irland) |